# Сергієвка (Уфимський район)
Сергі́євка (рос. Сергеевка, башк. Сергеевка) — присілок у складі Уфимського району Башкортостану, Росія. Входить до складу Жуковської сільської ради.
Населення — 490 осіб (2010; 347 в 2002).
Національний склад:
- росіяни — 50 %
- башкири — 30 %